# Бельмонт (округ, Огайо)
Шаблон:StateAbbr_ 40°01′ пн. ш. 80°59′ зх. д. / 40.02° пн. ш. 80.99° зх. д.
Округ Бельмонт (англ. Belmont County) — округ (графство) у штаті Огайо, США. Ідентифікатор округу 39013.

## Історія
Округ утворений 1801 року.

## Демографія
За даними перепису
2000 року
загальне населення округу становило 70226 осіб, зокрема міського населення було 36881, а сільського — 33345.
Серед мешканців округу чоловіків було 34474, а жінок — 35752. В окрузі було 28309 домогосподарств, 19263 родин, які мешкали в 31236 будинках.
Середній розмір родини становив 2,9.
Віковий розподіл населення поданий у таблиці:
| Стать    | До 15 років | 15-21 | 22-29 | 30-39 | 40-49 | 50-65 | 65-85 | Понад 85 |
| -------- | ----------- | ----- | ----- | ----- | ----- | ----- | ----- | -------- |
| Чоловіки | 6389        | 3236  | 3479  | 4889  | 5730  | 5832  | 4540  | 379      |
| Жінки    | 5912        | 2920  | 2806  | 4472  | 5730  | 6073  | 6715  | 1124     |

## Суміжні округи
- Гаррісон — північ
- Джефферсон — північний схід
- Огайо, Західна Вірджинія — схід
- Маршалл, Західна Вірджинія — південний схід
- Монро — південь
- Нобл — південний захід
- Гернсі — захід

## Виноски
1. ↑  Ohio County Profiles: Belmont County. Ohio Department of Development. Архів оригіналу (PDF) за 13 липня 2013. Процитовано 28 квітня 2007. [Архівовано 2013-07-14 у Wayback Machine.]
2. ↑  US Decennial Census. US Census Bureau. Архів оригіналу за 26 квітня 2015. Процитовано 7 лютого 2015.
3. ↑  Historical Census Browser. University of Virginia Library. Архів оригіналу за 11 серпня 2012. Процитовано 7 лютого 2015.
4. ↑  Forstall, Richard L., ред. (27 березня 1995). Population of Counties by Decennial Census: 1900 to 1990. US Census Bureau. Архів оригіналу за 14 лютого 2015. Процитовано 7 лютого 2015.
5. ↑  Census 2000 PHC-T-4. Ranking Tables for Counties: 1990 and 2000 (PDF). US Census Bureau. 2 квітня 2001. Архів оригіналу (PDF) за 18 грудня 2014. Процитовано 7 лютого 2015.
6. ↑  State & County QuickFacts. Бюро перепису населення США. Архів оригіналу за 7 липня 2011. Процитовано 7 лютого 2015. [Архівовано 2011-07-05 у Wayback Machine.](англ.) Наведено за англійською вікіпедією.
7. ↑  American FactFinder. Бюро перепису населення США. Архів оригіналу за 26 лютого 2012. Процитовано 31 січня 2008. [Архівовано 2008-05-21 у Wayback Machine.]

| США | Це незавершена стаття з географії США. Ви можете допомогти проєкту, виправивши або дописавши її. |